# Esra Gülmen
Esra Gülmen (geboren am 5. April 1986 in Istanbul) ist eine türkische Künstlerin und Designerin. Sie lebt und arbeitet in Berlin.

## Leben
Die 1986 in Istanbul geborene Gülmen studierte von 2005 bis 2009 Innenarchitektur an der Fakultät der Bildenden Künste der Marmara-Universität und schloss ihr Studium dort mit einem Bachelor of Arts ab. Danach lehrte sie an der Universität bis 2012 als Assistenzprofessorin Grundlagen des Designs. 2012 zog sie nach Deutschland und arbeitete bei Ogilvy & Mather in Frankfurt am Main als Art Director. Danach folgten Tätigkeiten bei Ogilvy in Amsterdam und von 2017 bis 2021 vier Jahre bei der Agentur Heimat Berlin, zuletzt als Head of Design. Im September 2021 kehrte sie zu Ogilvy als Design Executive Officer zurück. Diese Tätigkeit beendete sie allerdings bereits nach vier Monaten wieder, um sich verstärkt ihrer künstlerischen Karriere zu widmen. Für ihre Arbeit als Designerin wurde sie mit zahlreichen Preisen ausgezeichnet, darunter bei den Cannes Lions, D&AD, Eurobest, Epica und vom ADC Deutschland. Sie ist seit dem Jahr 2016 Mitglied des Art Directors Club Deutschland.
In ihren Arbeiten verschmelzen oft Typographie und Bilder, wobei sich Bild und Worte gegenseitig ergänzen. Durch oft humorvolle Sätze in einfacher Sprache möchte Gülmen ihren Standpunkt zu Themen wie Rassismus und Menschenrechte in leicht verständlicher Form vermitteln. Die Künstlerin arbeitet auch an einer Erweiterung des Begriffs der Zeichnung. Sie greift Elemente aus alten Figurengedichten auf, auf die sie mit aktuellen Trends und Themen reagiert. Sie arbeitet mit Alltagsgegenständen und Papier sowie Wearable art.
Gülmen wird durch die Galerie Pilevneli Gallery in Istanbul vertreten.

## Ausstellungen
Gruppen-Ausstellungen
- 2008: Women’s Day Poster Exhibition, KKM Istanbul
- 2009: Mediterranean Design Exhibition, Design HUB Barcelona
- 2016: 'All-Stars' Pictoplasma Festival, Urban Spree Berlin
- 2017: 'Poptales', Gallery Fata Morgana Berlin
- 2017: 'Design Talks Politics', Designxport Hamburg
- 2021: Pilevneli x König / Kaplankaya, Bodrum

Solo-Ausstellungen
- 2017: 'Thirteen', Cafe Struik, Amsterdam
- 2018: 'it’s just OK’, XH Cube x Markenfilm Crossing, Hamburg
- 2019: Don't I look Turkish?, X BOLD, Berlin